# Vyhlášení nezávislosti Kosova (2008)

Vlajka Kosova

Vyhlášení nezávislosti Kosova z roku 2008, které prohlásil Kosovskou republiku za nezávislý a suverénní stát, bylo přijato na zasedání dne 17. února 2008 109 ze 120 členů kosovského parlamentu, včetně premiéra Kosova Hashima Thaçiho a kosovského prezidenta Fatmir Sejdiu (který nebyl členem parlamentu). Bylo to druhé vyhlášení nezávislosti kosovskými politickými institucemi s albánskou většinou; poprvé byla vyhlášena 7. září 1990.
Zákonnost vyhlášení byla zpochybněna. Srbsko požádalo o mezinárodní potvrzení a podporu svého postoje, že prohlášení je nezákonné, a v říjnu 2008 požádalo Mezinárodní soudní dvůr o poradní stanovisko. Soud rozhodl, že prohlášení neporušuje mezinárodní právo.
V důsledku rozhodnutí Mezinárodního soudního dvora byla na Valném shromáždění Organizace spojených národů přijata společná rezoluce Srbska a EU, která vyzvala k dialogu mezi Bělehradem a Prištinou za podpory EU s cílem „podporovat spolupráci, dosáhnout pokroku na cestě do Evropské unie a zlepšit životy lidí.“ Dialog vyústil v bruselskou dohodu z roku 2013 mezi Bělehradem a Prištinou, která zrušila všechny instituce Srbské republiky v Kosovu. Dejan Pavićević je oficiálním představitelem srbské vlády v Prištině. Valdet Sadiku je oficiálním zástupcem Kosova v Srbsku.

## Dějiny

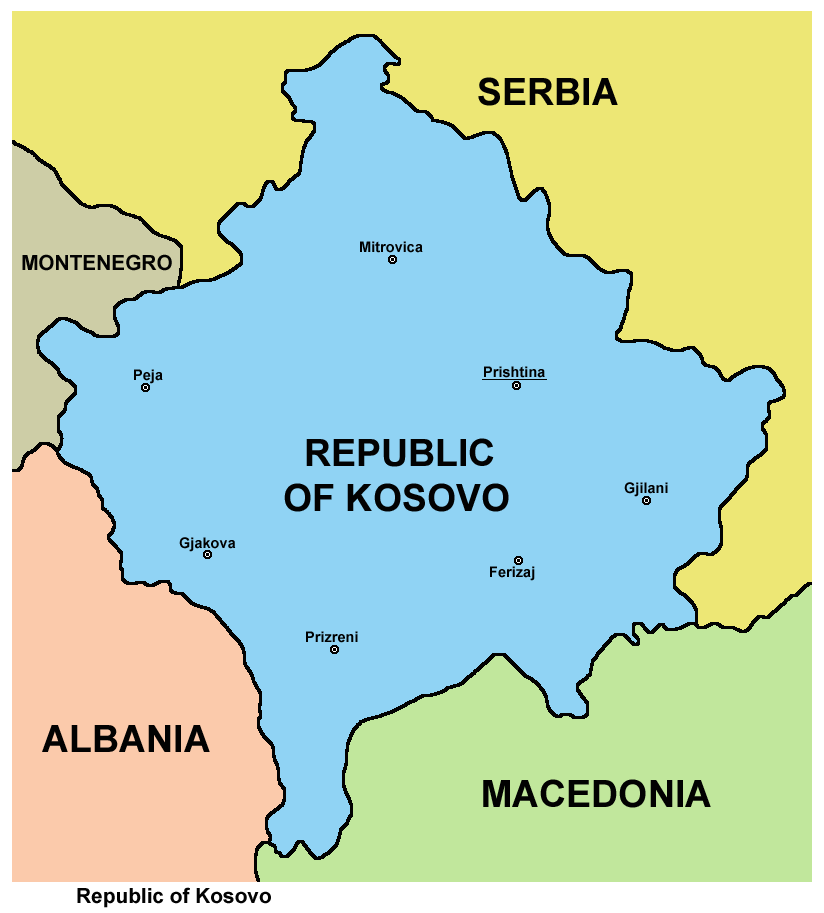
Mapa republiky Kosovo

### Pozadí
Provincie Kosovo se zformovala v roce 1945 jako autonomní oblast Kosovo a Metohija v rámci socialistické Jugoslávie, jako autonomní oblast v rámci Lidové republiky Srbsko. Zpočátku to byla ceremoniální entita, s každou ústavní reformou byla více moci přenesena na kosovské úřady. V roce 1968 se stala Socialistickou autonomní provincií Kosovo a v roce 1974 nová jugoslávská ústava umožnila autonomní provincii fungovat s některými prvky samosprávy včetně shromáždění, vlády a práva na vlastní ústavu. Rostoucí etnické napětí v celé Jugoslávii na konci osmdesátých let uprostřed rostoucího nacionalismu mezi jejími národy nakonec vedlo k decentralizovanému státu: to usnadnilo srbskému prezidentovi Slobodanu Miloševičovi účinné ukončení privilegií udělených kosovskému shromáždění v roce 1974. Tento krok vyvolal kritiku ze strany vedení ostatních jugoslávských republik, ale žádná vyšší autorita nebyla na místě, aby opatření zvrátila. V reakci na tuto akci odhlasovalo Kosovské shromáždění dne 2. července 1990 prohlášení Kosova za nezávislý stát, což z členských zemí OSN uznala pouze Albánie. Po masových protestech byl proti kosovským Albáncům následně uvalen výjimečný stav a přísná bezpečnostní pravidla. Kosovští Albánci založili „paralelní stát“, který poskytoval vzdělání a sociální služby, zatímco bojkotovali nebo byli vyloučeni z jugoslávských institucí.

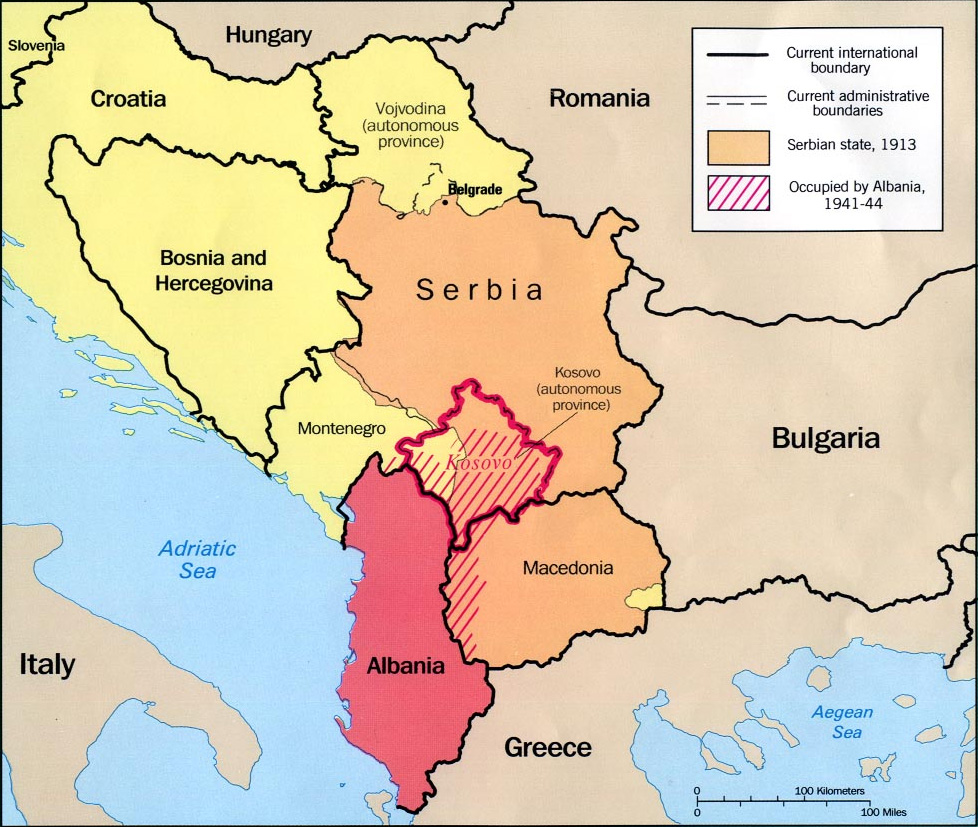
Kosovo od roku 1946 do roku 1992 (Zdroj: CIA)

Kosovo zůstalo během jugoslávských válek převážně klidné. Přísnost jugoslávské vlády v Kosovu byla mezinárodně kritizována. V roce 1996 začala Kosovská osvobozenecká armáda (UÇK) útočit na federální bezpečnostní síly. Konflikt eskaloval, až bylo Kosovo koncem roku 1998 na pokraji totální války. V lednu 1999 NATO varovalo, že vojensky zasáhne proti Jugoslávii, pokud nebude souhlasit se zavedením mezinárodních mírových sil a ustavením místní vlády v Kosovu. Následná mírová jednání selhala a od 24. března do 11. června 1999 NATO provedlo rozsáhlou bombardovací kampaň proti FR Jugoslávii včetně cílů v samotném Kosovu- Válka skončila tím, že Milošević souhlasil s povolením vstupu mírových sil NATO do Kosova a stažením všech bezpečnostních sil, aby bylo možné přenést vládu na Organizaci spojených národů.
Kosovské síly pod vedením NATO (KFOR) vstoupily do provincie po válce v Kosovu a měly za úkol zajišťovat bezpečnost misi OSN v Kosovu (UNMIK). Před a během předání moci, odhadem 100 000 Srbů a dalších nealbánců, většinou Romů, uprchlo z provincie ze strachu z represálií. V případě nealbánců byli mnozí Albánci, zvláště Romové, považováni za osoby, které během války pomáhaly federálním silám. Mnozí odešli spolu s ustupujícími bezpečnostními silami a vyjádřili obavy, že se stanou terčem vracejících se albánských uprchlíků a bojovníků UÇK, kteří je obviňují z válečných násilností. Tisíce dalších vyhnalo po válce zastrašování, útoky a vlna kriminality.
Velké množství uprchlíků z Kosova stále žilo v dočasných táborech a přístřešcích přímo v Srbsku. V roce 2002 Srbsko a Černá Hora oznámily, že hostí 277 000 vnitřně vysídlených osob (převážnou většinu tvoří Srbové a Romové z Kosova), což zahrnuje 201 641 osob vysídlených z Kosova do samotného Srbska, 29 451 vysídlených z Kosova do Černé Hory a asi 46 000 vysídlených v samotném Kosovu, včetně 16 000 vracejících se uprchlíků neschopných obývat své původní domovy. Některé zdroje uvádějí číslo mnohem nižší. V roce 2004 odhadla Evropská iniciativa pro stabilitu počet vysídlených osob pouze na 65 000, přičemž v Kosovu zůstalo 130 000 Srbů, i když by tak zůstala nezanedbatelná významná část populace etnických Srbů před rokem 1999. Největší koncentrace etnických Srbů v Kosovu byla na severu provincie nad řekou Ibar, ale odhadem dvě třetiny (75 000) srbské populace v Kosovu nadále žilo na jihu provincie, kde dominují Albánci.

V roce 2005 byla členka švýcarské federální rady zodpovědná za zahraniční věci Micheline Calmy-Rey první představitelkou země, která veřejně vyjádřila podporu nezávislosti Kosova.
Mezinárodní jednání začala v roce 2006 s cílem určit konečný status Kosova, jak předpokládá rezoluce Rady bezpečnosti OSN 1244, která ukončila kosovský konflikt z roku 1999. Pokračující suverenita Srbska nad Kosovem byla mezinárodně uznána. Drtivá většina obyvatel provincie usilovala o nezávislost.

### Vyhlášení z roku 2008–dosud

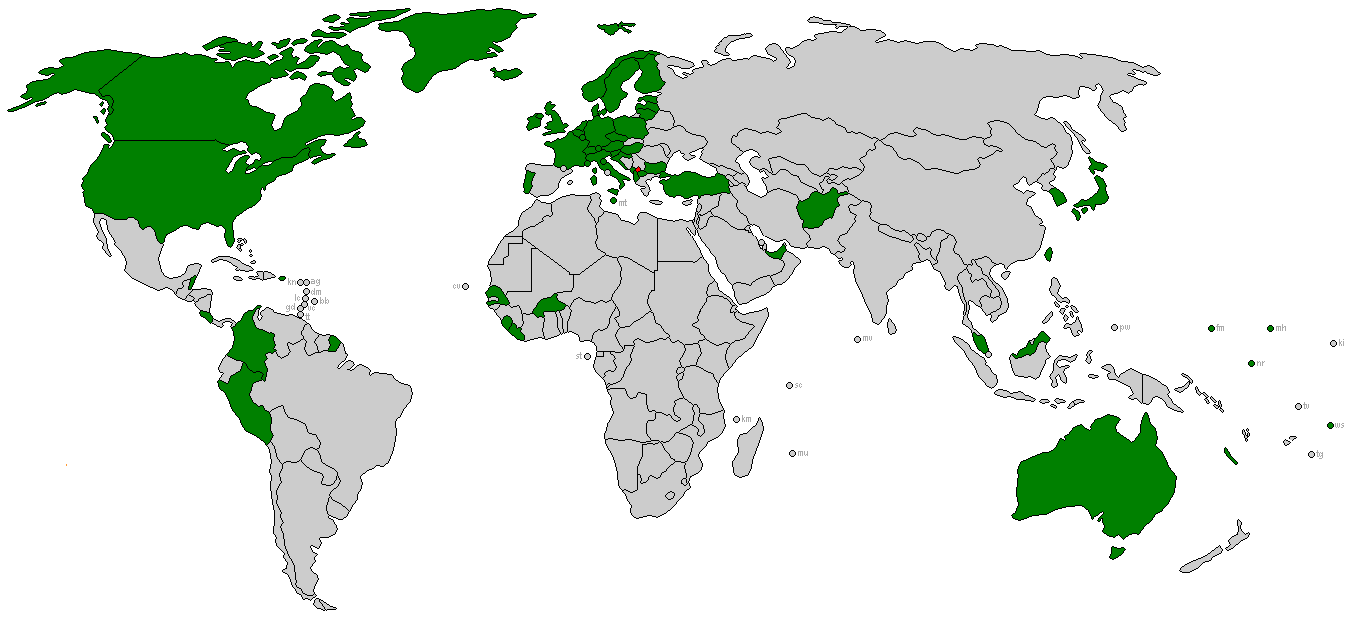
Země uznávající Kosovo do konce roku 2008

Vyhlášení z roku 2008 bylo produktem neúspěšných jednání o přijetí Ahtisaariho plánu, které zkrachovaly na podzim roku 2007. Plán, připravený zvláštním vyslancem OSN a bývalým prezidentem Finska Martti Ahtisaarim, stanovil jakousi nezávislost pod dohledem pro Kosovo, aniž by ve svých návrzích výslovně používal slovo „nezávislost“. Podle tohoto plánu by Kosovo získalo samosprávu pod dohledem Evropské unie a bylo by povinno výslovně chránit práva svých menšin prostřednictvím ústavy a zastupitelské vlády. Kosovu by byly uděleny vlastní národní symboly, jako je vlajka a státní znak, a bylo by povinno provést vymezení hranic na hranici s hranicí dnešní Republiky Severní Makedonie. Albánští vyjednavači podpořili Ahtisaariho plán v podstatě jako celek a plán získal podporu Evropské unie a Spojených států. Srbsko a Rusko to však přímo odmítly a na frontě Organizace spojených národů nebyl možný žádný pokrok.
Tváří v tvář žádnému pokroku v jednání v nedohlednu se lidé v Kosovu rozhodli jednostranně vyhlásit Kosovskou republiku a zavázali se přitom plně dodržovat ustanovení Ahtisaariho plánu. Od poloviny dubna 2008 tomu tak do značné míry bylo, když nová republika přijala ústavu sepsanou místními a mezinárodními vědci, která chrání práva menšin a stanoví reprezentativní vládu se zaručeným etnickým zastoupením, přičemž tento zákon měl vstoupit v platnost 15. června 2008. Také již přijala některé ze svých národních symbolů, včetně vlajky a erbu, zatímco pokračovaly práce na ustanovení hymny. Rovněž se zapojila, i když se zpožděním, do jednání o vymezení hranic se Severní Makedonií, přičemž zpočátku trvala na tom, že bude nejprve uznána, ale později od této podmínky upustila.
Vyhlášení nezávislosti Kosova z roku 2008 vyvolalo mezinárodně smíšené reakce a na domácím poli polarizované reakce, rozdělené mezi kosovskými Srby a kosovskými Albánci. Účinná kontrola v Kosovu se proto také roztříštila v tomto směru.
Po 13 letech mezinárodního dohledu kosovské úřady formálně získaly plnou kontrolu nad regionem bez dozoru (méně jen v Severním Kosovu) dne 10. září 2012, kdy západní mocnosti svůj dohled ukončily. Mezinárodní řídící skupina na svém závěrečném setkání s úřady v Prištině prohlásila, že Komplexní návrh na urovnání statusu Kosova, známý jako Ahtisaariho plán podle svého finského tvůrce OSN, byl v podstatě realizován. Nicméně (k lednu 2025) Mise UNMIK stále funguje, i když ve značně snížené kapacitě.

## Politické pozadí

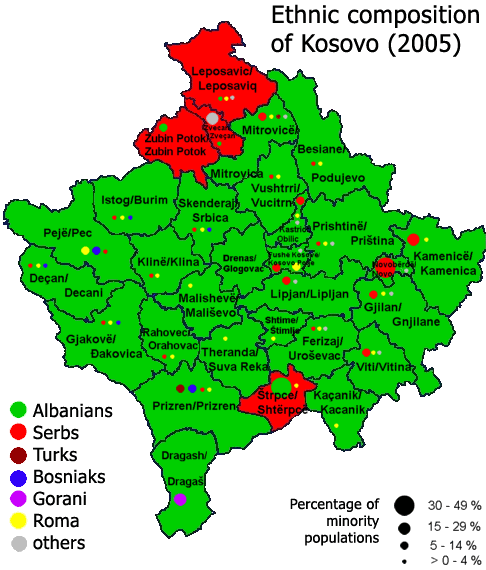
Etnické složení Kosova od roku 2005

Po skončení války v Kosovu v roce 1999 přijala Rada bezpečnosti OSN rezoluci 1244, aby poskytla rámec pro prozatímní status Kosova. Umístila Kosovo pod přechodnou správu OSN, požadovala stažení srbských bezpečnostních sil z Kosova a předpokládala případný politický proces zprostředkovaný OSN s cílem vyřešit status Kosova.
V únoru 2007 Martti Ahtisaari doručil návrh urovnání statusu vedoucím představitelům v Bělehradě a Prištině, což je základ pro návrh rezoluce Rady bezpečnosti OSN, která navrhla „nezávislost pod dohledem“ provincie. Začátkem července 2007 byl návrh rezoluce podporovaný Spojenými státy a členy Rady bezpečnosti Evropské unie čtyřikrát přepracován, aby se pokusil vyhovět obavám Ruska, že taková rezoluce podkope princip státní suverenity. Stále však nenašlo shodu. Rusko, které má v Radě bezpečnosti jako jeden z pěti stálých členů právo veta, prohlásilo, že nepodpoří žádnou rezoluci, která by nebyla přijatelná jak pro Srbsko, tak pro kosovské Albánce. Zatímco většina pozorovatelů na začátku rozhovorů očekávala nezávislost jako nejpravděpodobnější výsledek, jiní naznačovali, že rychlé řešení nemusí být vhodnější.
Rozhovory nakonec ztroskotaly na konci roku 2007, kdy obě strany zůstaly daleko od sebe, přičemž minimální požadavky každé strany byly vyšší, než byla druhá ochotna akceptovat.
Na přelomu roku 2008 začala média informovat o tom, že kosovští Albánci jsou odhodláni vyhlásit nezávislost. Stalo se tak v době, kdy se blížilo desetileté výročí války v Kosovu (přičemž pětileté výročí bylo doprovázeno násilnými nepokoji); americký prezident George W. Bush byl poslední rok u moci a nemohl usilovat o znovuzvolení; a dva národy, které se předtím odtrhly od Jugoslávie, zastávaly důležité politické funkce (Slovinsko předsedající EU a Chorvatsko jako volený člen Rady bezpečnosti OSN). Podle mnoha zpráv bylo vyhlášení odloženo na dobu po srbských prezidentských volbách v roce 2008, které se konaly ve dnech 20. ledna a 3. února, vzhledem k tomu, že Kosovo bylo důležitým tématem předvolební kampaně.

## Přijetí a podmínky vyhlášení nezávislosti
Znění vyhlášení nezávislosti v albánském jazyce:
| „ | Ne, udhëheqësit e popullit tonë, të zgjedhur në mënyrë demokratike, nëpërmjet kësaj Deklarate shpallim Kosovën shtet të pavarur dhe sovran. Kjo shpallje pasqyron vullnetin e popullit tonë dhe është në pajtueshmëri të plotë me rekomandimet e të Dërguarit Special të Kombeve të Bashkuara, Martti Ahtisaari, dhe Propozimin e tij Gjithëpërfshirës për Zgjidhjen e Statusit të Kosovës. | “ |

Český překlad:
| „ | My, demokraticky zvolení představitelé našeho lidu, tímto prohlašujeme Kosovo za nezávislý a svrchovaný stát. Toto prohlášení odráží vůli našeho lidu a je v plném souladu s doporučeními zvláštního vyslance OSN Marttiho Ahtisaariho a jeho Komplexním návrhem na řešení statusu Kosova. | “ |

Vyhlášení nezávislosti bylo učiněno členy kosovského parlamentu a také prezidentem Kosova na setkání v Prištině, hlavním městě Kosova, dne 17. února 2008. Bylo schváleno jednomyslným kvórem čítajícím 109 členů. Jedenáct poslanců zastupujících srbskou národnostní menšinu jednání bojkotovalo. Všech devět dalších zástupců etnických menšin bylo součástí kvóra. Podmínky deklarace uvádějí, že nezávislost Kosova je omezena na principy nastíněné v Ahtisaariho plánu. Zakazuje Kosovu připojit se k jakékoli jiné zemi, stanoví pouze omezenou vojenskou kapacitu, uvádí, že Kosovo bude pod mezinárodním dohledem, a zajišťuje ochranu menšinových etnických komunit. Původní papyrusová verze deklarace podepsané toho dne je v albánském jazyce.  Albánský text prohlášení je jediným autentickým textem.

## Mezinárodní spory

### Zákonnost prohlášení

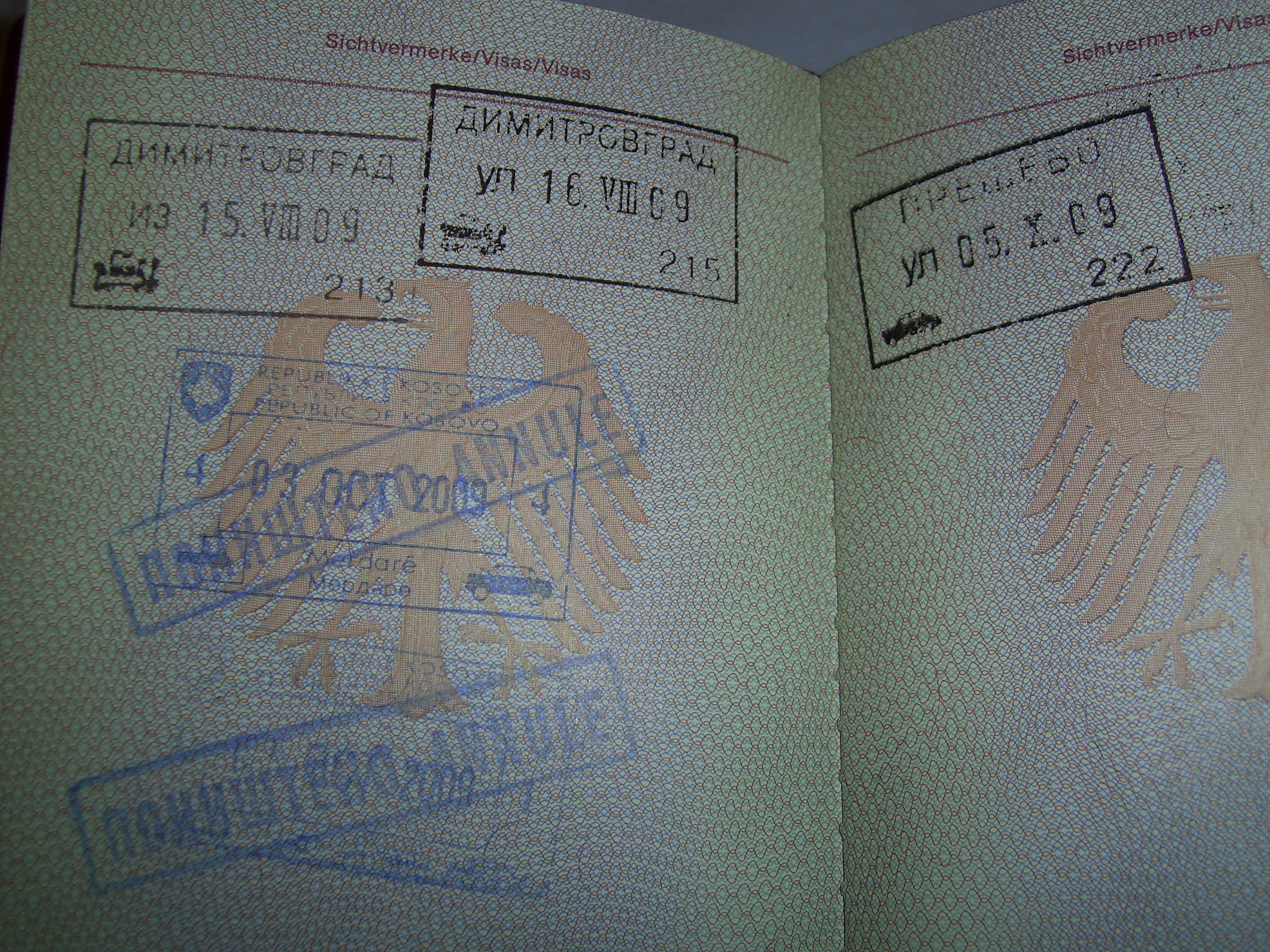
Razítka Kosovské republiky rušila srbská policie při kontrolách pasů, aby demonstrovala neuznání odtržení Kosova.

18. února 2008 prohlásilo Národní shromáždění Srbské republiky prohlášení nezávislosti Kosova za neplatné na návrh vlády Srbské republiky poté, co Ústavní soud Srbské republiky považoval akt za nezákonný s tím, že nebyl v koordinaci s Chartou OSN, Ústavou Srbska, Helsinským závěrečným aktem, rezolucí Rady bezpečnosti OSN 1244 (včetně předchozích rezolucí) a Badinterovou komisí.
Podle spisovatele Noela Malcolma byla ústava z roku 1903 stále v platnosti v době, kdy Srbsko anektovalo Kosovo  během první balkánské války . Vysvětluje, že tato ústava vyžadovala Velké národní shromáždění, než by mohly být srbské hranice rozšířeny o Kosovo; ale žádné takové Velké národní shromáždění se nikdy nekonalo. Na základě této ústavy tvrdí, že se Kosovo nemělo stát součástí Srbského království.
Kontaktní skupina vydala v roce 2005 Hlavní zásady, na jejichž základě bude rozhodnuto o konečném statusu Kosova.

### Precedens nebo zvláštní případ
Uznání nezávislosti Kosova je kontroverzní. Řada zemí se obává, že jde o precedens, který postihuje další sporná území v Evropě a mimoevropské části bývalého Sovětského svazu, jako je Abcházie a Jižní Osetie.
Text deklarace nezávislosti Kosova se k této otázce vyjadřoval slovy „(…) s ohledem na to, že Kosovo je zvláštní případ vyplývající z nekonsensuálního rozpadu Jugoslávie a není precedentem pro žádnou jinou situaci, připomínajíc roky sporů a násilí v Kosovu, které narušilo svědomí „všech civilizovaných lidí“ (…)“ Nicméně Ted Galen Carpenter z Cato Institutu prohlásil, že Kosovo je sui generis a myslet si, že nepředstavuje žádný precedens je „mimořádně naivní“. 

### Zapojení Organizace spojených národů
Nově vyhlášená republika se nestala členským státem OSN, protože se obecně má za to, že jakákoli žádost o členství v OSN by byla Ruskem vetována. Rusko slíbilo, že se postaví proti nezávislosti Kosova pomocí „plánu odvety“. Srbsko rovněž proaktivně vyhlásilo zrušení nezávislosti Kosova a slíbilo, že se postaví proti nezávislosti Kosova pomocí balíčku opatření, která mají odradit od mezinárodního uznání republiky.
Dne 8. října 2008 Valné shromáždění OSN odhlasovalo postoupení prohlášení nezávislosti Kosova Mezinárodnímu soudnímu dvoru; 77 zemí hlasovalo pro, 6 proti a 74 se zdrželo hlasování. Mezinárodní soudní dvůr byl požádán, aby poskytl poradní stanovisko k zákonnosti únorového vyhlášení nezávislosti Kosova na Srbsku. Soud vydal své poradní stanovisko 22. července 2010, kdy poměrem hlasů 10 ku 4 prohlásil, že „vyhlášení nezávislosti ze 17. února 2008 neporušilo obecné mezinárodní právo, protože mezinárodní právo neobsahuje žádný ‚zákaz vyhlášení nezávislosti‘“.

## Reakce na vyhlášení nezávislosti

Mapa států, které uznaly nezávislost Kosova (zeleně)

### Reakce v Kosovu

#### Kosovští Albánci

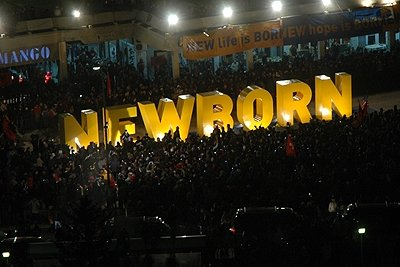
Památník Newborn odhalený na oslavě vyhlášení nezávislosti Kosova 17. února 2008 v hlavním městě Prištině.

Etničtí Albánci v Kosovu tuto zprávu oslavili.

#### Kosovští Srbové
Biskup Srbské pravoslavné církve v Kosovu Artemije Radosavljević reagoval hněvem a prohlásil, že nezávislost Kosova je „dočasným stavem okupace“ a že „Srbsko by mělo koupit nejmodernější zbraně od Ruska a dalších zemí a vyzvat Rusko vyslat dobrovolníky a zřídit vojenskou přítomnost v Srbsku.“
V severním Kosovu byla budova OSN se soudní budovou a vězením napadena ručním granátem, který způsobil mírné škody, ale žádné oběti. Nevybuchlý granát byl nalezen přes ulici, poblíž hotelu, kde sídlí představitelé EU.
V Mitrovici došlo k odpálení výbušného zařízení, které poškodilo dvě vozidla. Nebyly hlášeny žádné oběti ani zranění.
Srbští demonstranti v Kosovu zapálili dva hraniční přechody na severní hranici Kosova. Na obou přechodech pracuje kosovská policie a policie UNMIK. Při útocích nedošlo k žádnému zranění, ale policie se stáhla do příjezdu vojáků KFOR.
Japonský novinář v uniformě OSN byl zbit Srby v severní Mitrovici.
Stovky Srbů protestovaly v kosovském městě Mitrovica dne 22. února, což bylo poněkud poklidné, kromě házení kamenů a menších potyček.
Dne 14. března 2008 srbští demonstranti násilně obsadili budovu soudu OSN v severní části Kosovské Mitrovice. Dne 17. března vstoupily do budovy soudu mírové jednotky UNMIK a jednotky KFOR, aby ukončily okupaci. Při následujících střetech s několika stovkami demonstrantů byl zabit jeden ukrajinský policista UNMIK, více než 50 osob na obou stranách bylo zraněno a jedno vozidlo UNMIK a jedno vozidlo KFOR bylo zapáleno. Policie UNMIK se stáhla ze severní Mitrovice a nechala jednotky KFOR udržovat pořádek.
Shromáždění Společenství Kosova a Metohije se poprvé sešlo dne 28. června 2008, aby koordinovalo srbskou reakci na novou vládu.

### Srbská reakce
Oficiální reakce srbské vlády zahrnovala preventivní zavedení akčního plánu 12. února 2008, který mimo jiné stanovil odvolání srbských velvyslanců ze všech států uznávajících Kosovo, vydání zatykače na kosovské vůdce za velezradu a dokonce rozpuštění vlády z důvodu nedostatečného konsenzu ohledně řešení Kosova, přičemž nové volby byly naplánovány na 11. května 2008 . Koncem března vláda zveřejnila svůj záměr vést spor u Mezinárodního soudního dvora a požádat o podporu na Valném shromáždění Organizace spojených národů v září 2008.
Srbský premiér Vojislav Koštunica obvinil Spojené státy z toho, že jsou „připraveny porušit mezinárodní řád pro své vlastní vojenské zájmy“ a prohlásil, že „Dnes si tato politika síly myslí, že zvítězila vytvořením falešného státu. (...) Dokud bude existovat srbský lid, bude Kosovo Srbskem.“ Slobodan Samardžić, srbský ministr pro Kosovo, prohlásil, že „Nová země byla založena porušením mezinárodního práva (...) Je lepší ji nazývat falešnou zemí.“ Srbská vláda však tvrdí, že neodpoví násilím.
17. února asi 2 000 Srbů protestovalo na velvyslanectví Spojených států v Bělehradě, přičemž někteří házeli kameny a petardy na budovu, než je zahnala pořádková policie zpět. Demonstranti také rozbíjeli okna na velvyslanectví Slovinska, státu, který řídil předsednictví EU. V Bělehradě a Novém Sadu byly restaurace McDonald's poškozeny demonstranty. Srbská divize U. S. Steel se sídlem ve Smederevu nechala povolat falešnou bombovou hrozbu.
Korunní rada rodu Karadjordjevič, bývalá královská rodina Srbska a Jugoslávie, odmítla deklaraci nezávislosti Kosova s tím, že: „Evropa snížila svou vlastní morálku, ztrapnila svou vlastní historii a ukázala, že ve svém organismu nosí virus svého vlastní pádu“, a že „je to porážka ideje demokracie... porážka všeobecně uznávaných pravidel mezinárodního práva“, a že „součást projektu Mussoliniho a Hitlera byla dosažena na území Srbska“.
21. února proběhly v Bělehradě velké demonstrace Srbů. Protestujících bylo více než 500 000. Většina demonstrantů byla nenásilná, ale malé skupiny zaútočily na americké a chorvatské velvyslanectví. Skupina vnikla na velvyslanectví Spojených států, zapálila ho a pokusila se vyhodit nábytek okny. Velvyslanectví bylo prázdné, kromě bezpečnostních pracovníků. Žádný personál ambasády nebyl zraněn, ale byla nalezena mrtvola. Mluvčí velvyslanectví Rian Harris uvedla, že se velvyslanectví domnívá, že šlo o útočníka. Americký velvyslanec při OSN Zalmay Khalilzad byl „rozhořčen“ a požádal Radu bezpečnosti OSN, aby okamžitě vydala prohlášení „vyjadřující rozhořčení rady, odsuzující útok a také připomínající srbské vládě její odpovědnost za ochranu diplomatických zařízení“. Méně závažné byly škody na chorvatské ambasádě.
Napadeno bylo také turecké a britské velvyslanectví, ale policii se podařilo zabránit škodám. Interiér McDonald's byl poškozen. Místní klinika přijala 30 zraněných, z nichž polovinu tvořili policisté; většina ran byla lehkých. 
Rada bezpečnosti reagovala na tyto incidenty vydáním jednomyslného prohlášení, že „Členové Rady bezpečnosti co nejdůrazněji odsuzují davové útoky proti velvyslanectvím v Bělehradě, které vedly k poškození prostor velvyslanectví a ohrožovaly diplomatický personál“ a poznamenala, že Vídeňská úmluva z roku 1961 požaduje, aby hostitelské státy chránily ambasády.
Dne 22. února nařídilo velvyslanectví Spojených států v Srbsku dočasnou evakuaci veškerého nepotřebného personálu po protestech a útocích na ambasádu. Rian Harris, mluvčí amerického velvyslanectví, vysvětlila evakuaci agentuře AFP tím, že „dotyčným bylo dočasně nařízeno opustit Bělehrad. Nemáme důvěru v to, že srbské úřady dokážou našim zaměstnancům zajistit bezpečnost.“

### Reakce v bývalé Jugoslávii
Dne 23. února bylo zatčeno 44 demonstrantů poté, co spálili srbskou vlajku na hlavním náměstí v Záhřebu (Chorvatsko), poté, co srbští demonstranti zaútočili na chorvatskou ambasádu v Bělehradě v Srbsku.
Stovky bosenskosrbských demonstrantů se 26. února 2008 odtrhly od pokojného shromáždění v Banja Luce a zamířily do tamní kanceláře velvyslanectví Spojených států amerických, kde se cestou střetly s policií.
V Černé Hoře se 19. února konaly protesty v Podgorici. Demonstranti mávali vlajkami Srbské lidové strany a Srbské radikální strany. Srbské strany vedené Listem Srbů svolávají na 22. února demonstraci na protest proti snaze o nezávislost.

### Mezinárodní reakce
Na rozdíl od vyhlášení nezávislosti Kosova z roku 1990, kterou uznala pouze Albánie,  druhé vyhlášení nezávislosti Kosova obdrželo 111 diplomatických uznání. Mnoho států však také projevilo svůj odpor k vyhlášení nezávislosti Kosova, zejména Indie, Čína a Rusko. Srbsko před vyhlášením oznámilo, že stáhne svého velvyslance z jakéhokoli státu, který uzná nezávislé Kosovo. Srbsko však udržuje velvyslanectví v mnoha zemích, které uznávají Kosovo, včetně Albánie, Kanady, Chorvatska, Česka, Francie, Německa, Maďarska, Itálie, Japonska, Nizozemska, Norska, Jižní Koreje, Turecka, Spojených arabských emirátů, Spojeného království a USA.

#### Reakce v rámci Evropské unie

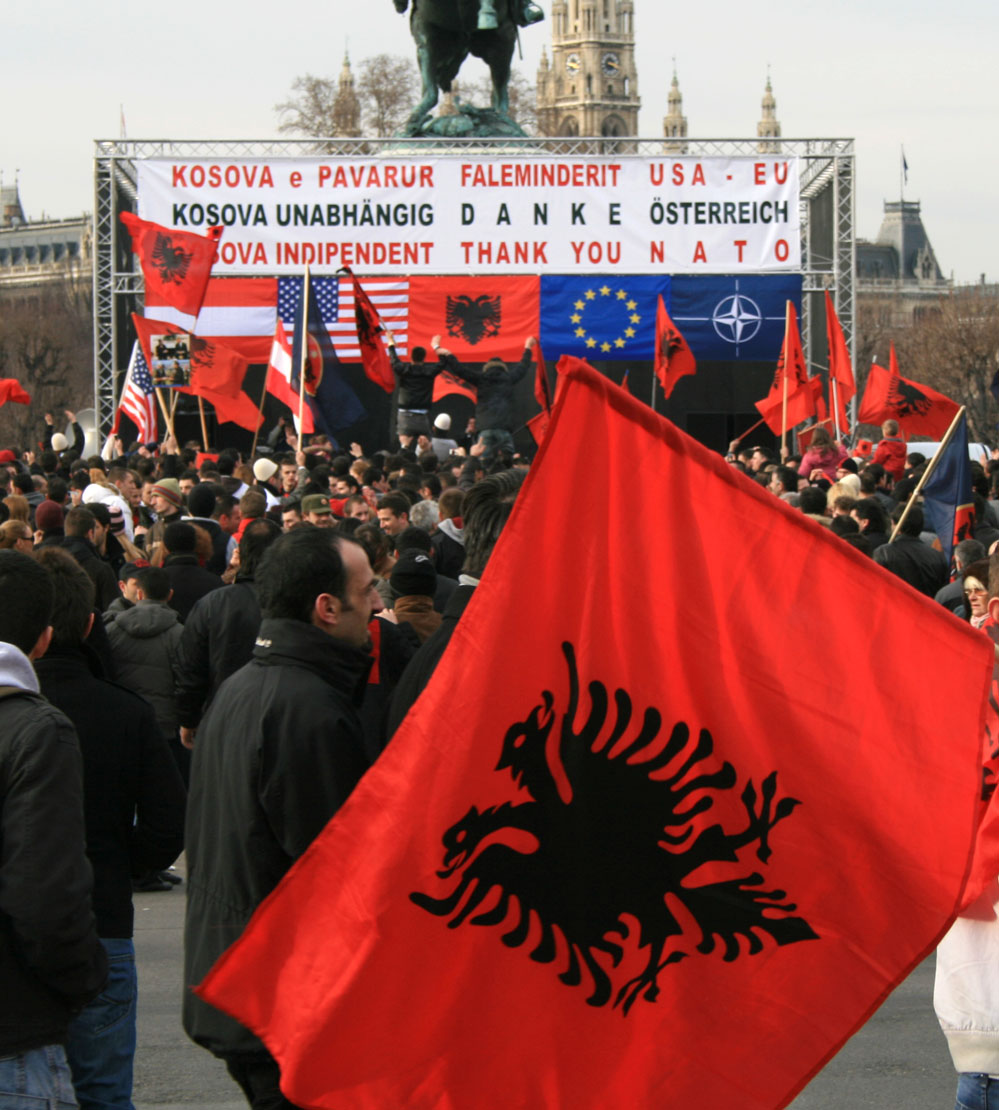
Oslava vyhlášení nezávislosti Kosova ve Vídni, hlavním městě Rakouska

Dne 18. února 2008 oznámilo předsednictví EU po dni intenzivních jednání mezi ministry zahraničí, že členské země se mohou individuálně rozhodnout, zda nezávislost Kosova uznají. Většina členských států EU uznala Kosovo, ale Kypr, Řecko, Rumunsko, Slovensko a Španělsko nikoliv. Někteří španělští lidé (učenci nebo ze španělské vlády či opozičních stran) napadli přirovnání vyřčené baskickou vládou, podle kterého by cesta nezávislosti Kosova by mohla být cestou k nezávislosti Baskicka a Katalánska.
Krátce před vyhlášením nezávislosti Kosova schválila Evropská unie rozmístění nevojenské 2000členné mise na podporu právního státu „EULEX“, která má dále rozvíjet kosovský policejní a justiční sektor. Mandát mise EULEX schválilo všech dvacet sedm členů EU, včetně menšiny zemí EU, které stále neuznaly nezávislost Kosova. Srbsko prohlásilo, že jde o okupaci a že postup EU je nezákonný.

#### Mimo EU

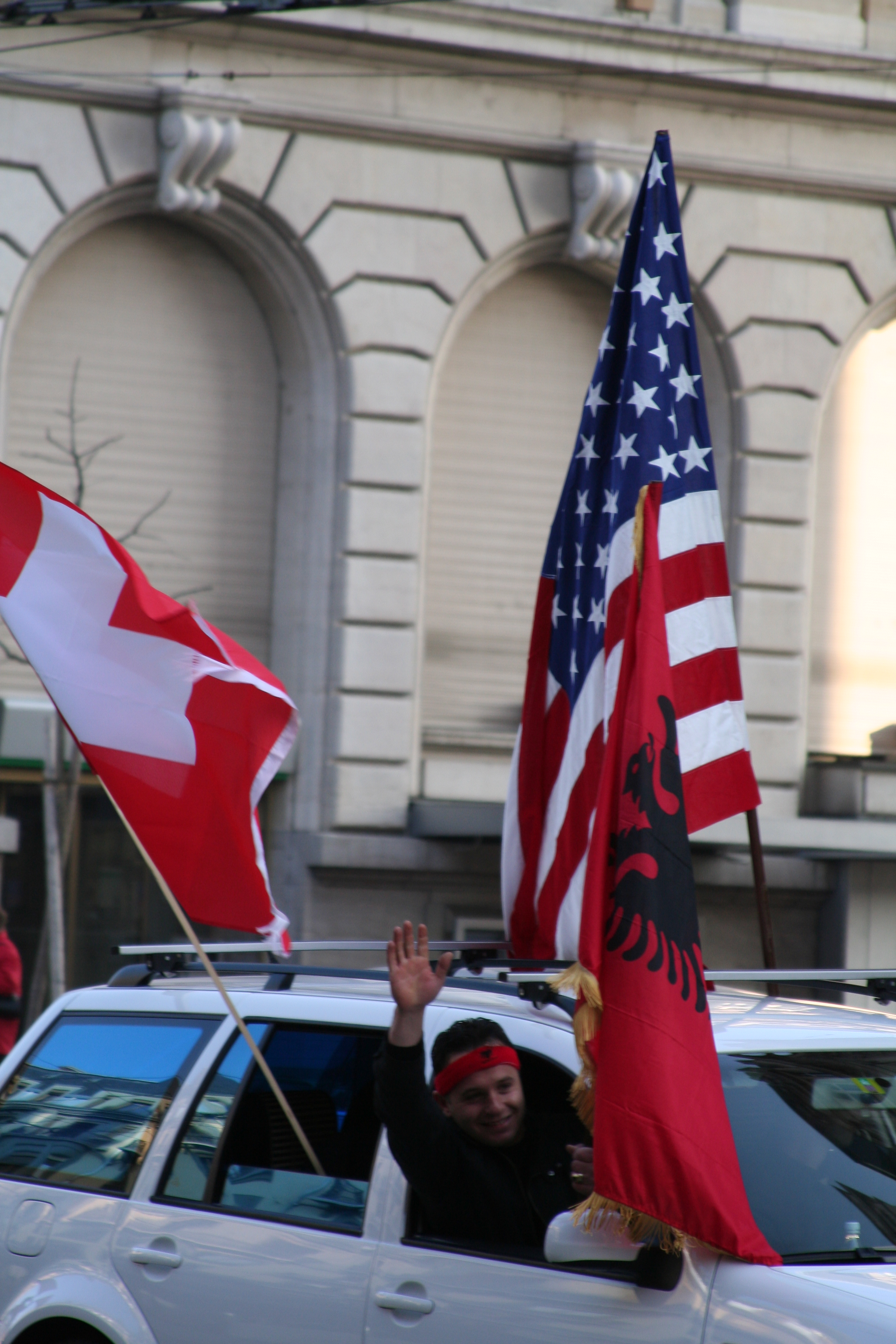
Lidé oslavující vyhlášení nezávislosti Kosova ve švýcarském Lausanne s autem držícím švýcarské, albánské a americké vlajky

Prezident Spojených států George W. Bush uvítal vyhlášení nezávislosti a uvedl: „Důrazně jsme podpořili Ahtisaariho plán [implikující nezávislost Kosova…]. Jsme povzbuzeni skutečností, že kosovská vláda jasně deklarovala svou ochotu a přání podporovat srbská práva v Kosovu. Také věříme, že je v zájmu Srbska být v souladu s Evropou a srbský lid může vědět, že má v Americe přítele.“ 
Rusko reagovalo odsouzením a prohlásilo, že „očekává, že mise OSN a síly pod vedením NATO v Kosovu přijmou okamžitá opatření k výkonu svého mandátu (...) včetně zrušení rozhodnutí prištinských samosprávných orgánů a přijetí tvrdých správních opatření proti nim“.
V Tiraně, hlavním městě Albánie, se jako oslava konal „Den Kosova“, po kterém bylo pojmenováno náměstí v centru Tirany.
Turecký premiér Tayyip Erdoğan zatelefonoval premiérovi Hashimu Thaçimu a vyjádřil se k vyhlášení nezávislosti, že „přinese Balkánu mír a stabilitu“.
Ministerstvo zahraničí Čínské republiky (běžně známé jako Tchaj-wan; nečlen OSN) prohlásilo: „Blahopřejeme kosovskému lidu k získání nezávislosti a doufáme, že si užijí plodů demokracie a svobody. (...) Demokracie a sebevědomí odhodlání jsou práva podporovaná Organizací spojených národů, Čínská republika vždy podporuje suverénní země usilující o demokracii, suverenitu a nezávislost mírovými prostředky.“ Politický rival Tchaj-wanu, Čínská lidová republika, rychle odpověděla, že „Tchaj-wan jako součást Číny nemá vůbec žádné právo a kvalifikaci na takzvané uznání“.
Mezi zeměmi jihovýchodní Asie, kde byla muslimská separatistická hnutí aktivní v nejméně třech státech, Indonésie s největší muslimskou populací na světě odložila uznání nezávislého Kosova, zatímco Filipíny prohlásily, že nebudou oponovat ani podporovat nezávislost Kosova. Obě země čelí tlakům muslimských separatistických hnutí na svých územích, zejména v Acehu a jižním Mindanau. Vietnam vyjádřil nesouhlas, zatímco Singapur uvedl, že situaci stále studuje. Malajsie, která v té době stála v čele Organizace islámské konference, formálně uznala suverenitu Kosova tři dny po jeho nezávislosti.

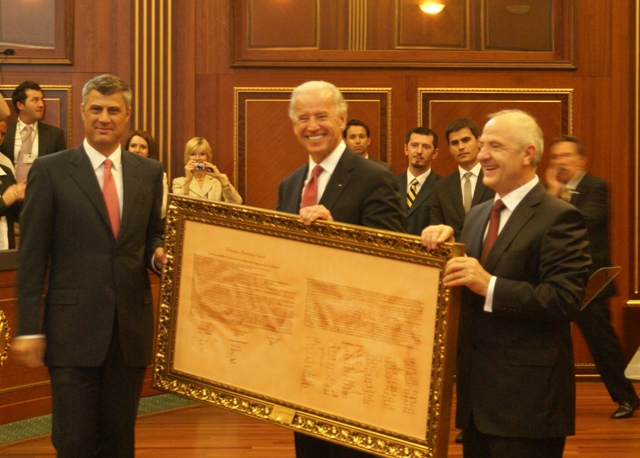
Hashim Thaçi a tehdejší americký viceprezident Joe Biden s deklarací nezávislosti Kosova.

Australský premiér Kevin Rudd podpořil kosovskou nezávislost ráno 18. února slovy: „Toto by se zdálo být správným postupem. Proto bychom diplomaticky rozšířili uznání při nejbližší příležitosti.“ Bývalá premiérka Nového Zélandu Helen Clarková řekla, že Nový Zéland by ani neuznal, ani nepopřelanezávislé Kosovo. Ve dnech, které vedly k vyhlášení, pořádali etničtí Albánci v Kanadě shromáždění za nezávislost.
Dne 9. listopadu 2009 Nový Zéland oficiálně uznal nezávislost Kosova.
Prezident Severního Kypru (stát neuznaný OSN), Mehmet Ali Talat, uvítal nezávislost Kosova s tím, že doufá, že tento stát bude respektován a bude mu poskytnuta pomoc, čímž byl v opozici vůči postoji Kyperské republiky.

#### Organizace spojených národů
Na žádost Ruska uspořádala Rada bezpečnosti OSN 17. února 2008 odpoledne mimořádné zasedání. Generální tajemník Organizace spojených národů Pan Ki-mun vydal prohlášení, které se vyhnulo stranickému postoji, a vyzval všechny strany, aby se „zdržely jakýchkoli prohlášení, která by mohla ohrozit mír, podněcovat násilí nebo ohrozit bezpečnost v Kosovu nebo regionu“. Belgický velvyslanec, který hovořil jménem šesti zemí – Belgie, Chorvatska, Francie, Německa, Itálie a Spojených států, vyjádřil politování, „že se Rada bezpečnosti nemůže dohodnout na dalším postupu, ale tato slepá ulička je jasná již mnoho měsíců. Dnešní události... představují uzavření procesu statusu, který vyčerpal všechny cesty k dosažení vyjednaného výsledku.“

### Rozsudek Mezinárodního soudního dvora
Dne 22. července 2010 Mezinárodní soudní dvůr rozhodl, že deklarace neporušuje mezinárodní právo, a rozhodl, že autoři jednali jako zástupci kosovského lidu mimo rámec prozatímní správy (Shromáždění Kosova a prozatímní orgány samosprávy, a nebyly proto vázány ústavním rámcem (vyhlášeným UNMIK) ani rezolucí Rady bezpečnosti OSN 1244, která je určena pouze členským státům Organizace spojených národů a orgány Organizace spojených národů. Před oznámením Hashim Thaçi řekl, že nebudou žádní „vítězové ani poražení“ a že „očekává, že to bude správné rozhodnutí podle vůle kosovských občanů. Kosovo bude respektovat poradní stanovisko.“ Boris Tadić, srbský prezident, varoval, že „Pokud Mezinárodní soudní dvůr stanoví nový princip, spustí proces, který vytvoří několik nových zemí a destabilizuje četné regiony ve světě“.